# ام‌وی سرنگتی
ام‌وی سرنگتی (به انگلیسی: MV Serengeti) یک کشتی است که طول آن ۵۵٫۶ متر (۱۸۲ فوت) می‌باشد. این کشتی در سال ۱۹۸۸ ساخته شد.